# Hygrophila (geslacht)
Hygrophila is een geslacht uit de acanthusfamilie (Acanthaceae). De soorten komen voor in de (sub)tropische delen van de gehele wereld.

## Soorten
- Hygrophila abyssinica (Hochst. ex Nees) T.Anderson
- Hygrophila acinos (S.Moore) Heine
- Hygrophila africana (T.Anderson) Heine
- Hygrophila albobracteata Vollesen
- Hygrophila anisocalyx Benoist
- Hygrophila anomala (Blatt.) M.R.Almeida
- Hygrophila asteracanthoides Lindau
- Hygrophila auriculata (Schumach.) Heine
- Hygrophila avana (Benth.) E.Hossain
- Hygrophila balsamica (L.f.) Raf.
- Hygrophila barbata (Nees) T.Anderson
- Hygrophila baronii S.Moore
- Hygrophila bengalensis S.K.Mandal, A.Bhattacharjee & Nayek
- Hygrophila biplicata (Nees) Sreem.
- Hygrophila borellii (Lindau) Heine
- Hygrophila brevituba (Burkill) Heine
- Hygrophila caerulea (Hochst.) T.Anderson
- Hygrophila cataractae S.Moore
- Hygrophila chevalieri Benoist
- Hygrophila ciliata Burkill
- Hygrophila ciliibractea Bremek.
- Hygrophila corymbosa (Blume) Lindau
- Hygrophila costata Nees
- Hygrophila didynama (Lindau) Heine
- Hygrophila difformis (L.f.) Blume
- Hygrophila episcopalis (Benoist) Benoist
- Hygrophila erecta (Burm.f.) Hochr.
- Hygrophila glandulifera Nees
- Hygrophila gossweileri (S.Moore) Heine
- Hygrophila gracillima (Schinz) Burkill
- Hygrophila griffithii (T.Anderson) Sreem.
- Hygrophila heinei Sreem.
- Hygrophila hippuroides Lindau
- Hygrophila hirsuta Nees
- Hygrophila humistrata Rizzini
- Hygrophila incana Nees
- Hygrophila intermedia J.B.Imlay
- Hygrophila laevis (Nees) Lindau
- Hygrophila limnophiloides (S.Moore) Heine
- Hygrophila linearis Burkill
- Hygrophila madurensis (N.P.Balakr. & Subr.) Karthik. & Moorthy
- Hygrophila mediatrix Heine
- Hygrophila megalantha Merr.
- Hygrophila meianthus C.B.Clarke
- Hygrophila micrantha (Nees) T.Anderson
- Hygrophila modesta Benoist
- Hygrophila mutica (C.B.Clarke) Vollesen
- Hygrophila niokoloensis Berhaut
- Hygrophila odora (Nees) T.Anderson
- Hygrophila okavangensis P.G.Mey.
- Hygrophila origanoides (Lindau) Heine
- Hygrophila palmensis Pires de Lima
- Hygrophila paraibana Rizzini
- Hygrophila parishii (T.Anderson) Karthik. & Moorthy
- Hygrophila perrieri Benoist
- Hygrophila petiolata (Decne.) Lindau
- Hygrophila phlomoides Nees
- Hygrophila pinnatifida (Dalzell) Sreem.
- Hygrophila pobeguinii Benoist
- Hygrophila pogonocalyx Hayata
- Hygrophila polysperma (Roxb.) T.Anderson
- Hygrophila pusilla Blume
- Hygrophila richardsiae Vollesen
- Hygrophila ringens (L.) R.Br. ex Spreng.
- Hygrophila sandwithii Bremek.
- Hygrophila senegalensis (Nees) T.Anderson
- Hygrophila serpyllum (Nees) T.Anderson
- Hygrophila spiciformis Lindau
- Hygrophila stocksii T.Anderson ex C.B.Clarke
- Hygrophila subsessilis C.B.Clarke
- Hygrophila surinamensis Bremek.
- Hygrophila thwaitesii (T.Anderson) Heine
- Hygrophila thymus (Nees) Sunojk. & M.G.Prasad
- Hygrophila triflora (Roxb.) Fosberg & Sachet
- Hygrophila tyttha Leonard
- Hygrophila uliginosa S.Moore
- Hygrophila urquiolae Greuter, R.Rankin & Palmarola
- Hygrophila velata Benoist

... · 
Acanthopsis · 
Acanthus · 
Achyrocalyx · 
Afrofittonia · 
Ambongia · 
Ancistranthus · 
Andrographis · 
Angkalanthus · 
Anisacanthus · 
Anisosepalum · 
Anisotes · 
Anomacanthus · 
Aphanosperma · 
Aphelandra · 
Ascotheca · 
Asystasia · 
Avicennia · 
Ballochia · 
Barleria · 
Barleriola · 
Blepharis · 
Borneacanthus · 
Boutonia · 
Brachystephanus · 
Bravaisia · 
Brillantaisia · 
Brunoniella · 
Calacanthus · 
Calycacanthus · 
Camarotea · 
Carlowrightia · 
Celerina · 
Cephalacanthus · 
Chalarothyrsus · 
Chamaeranthemum · 
Chileranthemum · 
Chlamydacanthus · 
Chlamydocardia · 
Chorisochora · 
Chroesthes · 
Clinacanthus · 
Clistax · 
Codonacanthus · 
Conocalyx · 
Cosmianthemum · 
Crabbea · 
Crossandra · 
Crossandrella · 
Cyclacanthus · 
Cynarospermum · 
Cyphacanthus · 
Danguya · 
Dasytropis · 
Dichazothece · 
Dicladanthera · 
Dicliptera · 
Dischistocalyx · 
Duosperma · 
Dyschoriste · 
Ecbolium · 
Echinacanthus · 
Elytraria · 
Encephalosphaera · 
Eranthemum · 
Eremomastax · 
Filetia · 
Fittonia · 
Forcipella · 
Glossochilus · 
Graphandra · 
Graptophyllum · 
Gymnostachyum · 
Gypsacanthus · 
Hansteinia · 
Haplanthodes · 
Harpochilus · 
Hemigraphis · 
Henrya · 
Herpetacanthus · 
Heteradelphia · 
Holographis · 
Hoverdenia · 
Hulemacanthus · 
Hygrophila · 
Hypoestes · 
Ichthyostoma · 
Isoglossa · 
Isotheca · 
Jadunia · 
Justicia · 
Kalbreyeriella · 
Kosmosiphon · 
Kudoacanthus · 
Lankesteria · 
Leandriella · 
Lepidagathis · 
Megalochlamys ·
Ruellia · 
Strobilanthes · 
Thunbergia · 
...